# Christiane Klapisch-Zuber
Pour les articles homonymes, voir Klapisch et Zuber.
Christiane Klapisch-Zuber, née Christiane Zuber le 30 novembre 1936 à Mulhouse dans le Haut-Rhin et morte le 29 novembre 2024 à Paris, est une historienne et universitaire française.
Directrice d'études de l'École des hautes études en sciences sociales de 1981 à 2002, elle est spécialiste d'histoire sociale de l'Italie de la fin du Moyen Age et de la Renaissance et d'histoire de la famille.

## Biographie
Christiane Klapisch-Zuber est issue d'une famille protestante, alsacienne et gasconne, installée à Chantilly en 1939. Son arrière-grand-père est le peintre Henri Zuber. Elle a été mariée au physicien Robert Klapisch avec qui elle a eu une fille, Marianne, en 1969.
Élève au lycée Lamartine puis en classes préparatoires littéraires au lycée Janson-de-Sailly, elle est reçue à l'École normale supérieure de Sèvres (1955-1960). Agrégée d'histoire et géographie (1959), elle réalise un DES d'histoire sous la direction de Charles-Edmond Perrin. Durant la guerre d'Algérie, elle milite pour le FLN après sa rencontre avec Assia Djebar, sévrienne elle aussi. Christiane Klapisch-Zuber est arrêtée en 1961 alors qu'elle a prêté sa chambre durant une nuit à un responsable algérien du FLN. Elle reste emprisonnée durant dix mois à la prison de la petite Roquette,. Nommée professeure d'histoire au lycée de Compiègne, elle ne peut pas rejoindre son poste et n'est donc pas intégrée dans l'Éducation nationale.
Libérée, puis amnistiée sans avoir été ni condamnée ni innocentée, elle devient secrétaire de l'avocat du FLN Mourad Oussedik.
De 1962 à 1969, elle est chef de travaux à la VIe section de l'École des hautes études en sciences sociales, où Robert Philippe et Jacques Le Goff la présentent à Fernand Braudel.
En 1966, Christiane Klapisch-Zuber obtient un doctorat en histoire à l'université de Paris avec une thèse de 3e cycle intitulée Carrare et ses marbres : 1300-1600 et rédigée sous la direction de Jacques Le Goff. Ce travail est publié en 1969 sous le titre Les Maîtres du marbre. Carrare 1300-1600.
Elle est ensuite maître-assistante puis maîtresse de conférences à la VIe section de l'École pratique des hautes études — devenue en 1979 l'École des hautes études en sciences sociales (EHESS) — de 1969 à 1981. Elle est nommée directrice d'études de l'EHESS en 1981. Elle est membre du Centre de recherches historiques de cet établissement, dont elle assure la direction adjointe de 1978 à 1983, et la co-direction de 1983 à 1985.
Elle devient directrice d'études honoraire et membre associée du Centre de recherches historiques en 2002.
Christiane Klapisch-Zuber meurt la veille de ses 88 ans le 29 novembre 2024 à Paris,.

## Activités scientifiques et éditoriales
Christiane Klapisch-Zuber est spécialiste de l'histoire de l'Italie pré-moderne, de la fin du Moyen Âge à la Renaissance. Elle mène ses premières recherches sur l'extraction du marbre de Carrare en Italie médiévale, à laquelle elle a consacré sa thèse, puis s'oriente vers des recherches en histoire démographique et histoire de la famille à Florence, à la fin du Moyen Âge, étudiant plus spécialement des questions liées à la fécondité, la nuptialité et la mortalité, ainsi qu'à la formation des femmes, à la transmission de leur patrimoine et de leurs valeurs culturelles.
Elle est membre du comité de rédaction de la revue Clio. Femmes, genre, histoire depuis sa création et membre de l'association Mnémosyne. Elle participe au comité scientifique de la revue Médiévales depuis 1997.

## Récompenses et distinctions

### Décorations
- Chevalière de la Légion d'honneur (2021)[16].
- Chevalière de l'ordre national du Mérite (1993)[17]
- Officière de l'ordre des Palmes académiques (1986)

### Doctoratshonoris causa
- 2004 : docteure honoris causa de l'Institut universitaire européen de Florence.
- 2008 : docteure honoris causa de l’université de Pise.

### Récompenses
- 1979 : médaille de bronze du CNRS[18].
- 1991 : prix Monseigneur-Marcel[19].
- 2003 : Paul Oskar Kristeller Lifetime Achievement Award, de la Renaissance Society of America (RSA)[20].
- 2016 : prix Pierre-Antoine Bernheim[21].

## Publications

### Ouvrages
- Les Maîtres du marbre. Carrare : 1300-1600, Paris, SEVPEN, 1969.
- avec David Herlihy, Les Toscans et leurs familles. Une étude du Catasto Florentin de 1427, Paris, FNSP/EHESS, 1978, 702 p.
- (co-dir.) avec Arlette Farge, Madame ou mademoiselle ? Itinéraires de la solitude féminine XVIIIe – XXe siècles, Paris, Montalba, 1984[22].
- (co-dir.) avec André Burguière, Martine Segalen et Françoise Zonabend
  - Histoire de la famille. t. 1, Mondes lointains, mondes anciens, Paris, Armand Colin, 1986.
  - Histoire de la famille. t. 2, Le choc des modernités, Paris, Armand Colin, 1986.
- La Maison et le nom : stratégies et rituels dans l'Italie de la Renaissance, Paris, EHESS, 1990.
- L'Ombre des ancêtres : essai sur l'imaginaire médiéval de la parenté, Paris, Fayard, 2000.
- (dir.) Histoire des femmes en Occident, t. 2 : Le Moyen Âge, Paris, Perrin, 2002.
- Retour à la cité : les magnats de Florence, 1340-1440, Paris, EHESS, 2006.
- (co-dir.) avec Myriam Cottias et Laura Downs, Le Corps, la famille et l'État. Hommage à André Burguière, Rennes, Presses universitaires de Rennes, 2010.
- Le Voleur de paradis. Le bon larron dans l'art et la société, (XIVe – XVIe siècles), Paris, Alma, 2015  (ISBN 9782362791604). Prix Provins Moyen Age 2016
- Se faire un nom. Une anthropologie de la célébrité à la Renaissance, Paris, Arkhê, 2019, 160 p.  (ISBN 9782918682509).
- Mariages à la florentine. Femmes et vie de famille à Florence (XIVe – XVe siècle), Paris, Éditions de l'EHESS/Gallimard/Seuil, coll. « Hautes Études », 2020 216 p.  (ISBN 9782021466010)[23].
- Florence à l’écritoire. Écriture et mémoire dans l’Italie de la Renaissance, Paris, Éditions de l'EHESS, coll. « EHESS Poche » (vol. 5), 2023, 254 p.  (ISBN 9782713229534).

### Traductions
- Bronisław Geremek, Le salariat dans l'artisanat parisien aux XIIIe – XVe siècles : étude sur le marché de la main-d’œuvre au Moyen Âge, traduit du polonais par Anna Posner et Christiane Klapisch-Zuber, Paris-La Haye, Mouton & Co, 1968 [1962].